# Museu do Apartheid
O Museu do Apartheid (em inglêsː Apartheid Museum) é um museu memorial que apresenta a história do período de segregação racial ocorrido no país durante o Apartheid. O museu foi inaugurado em 2001 e está localizado na cidade de Joanesburgo, na África do Sul.
O museu possui 22 exposições, com fotografias, textos, vídeos, relatos e objetos. As exposições são apresentadas em uma ordem cronológica da história, começando pela mostra da diversidade de origem dos habitantes da África do Sul, passando pela mostra das atrocidades cometidas por causa das leis de segregação, do período da criação das resistências, até chegar ao período em que Nelson Mandela se torna presidente.

## Exposições
No acesso ao museu, apresenta duas portas de entrada com a sinalização para "brancos" e outra para "não brancos". O ingresso vem indicando em que porta o visitante deve entrar, esta distribuição é aleatória. Ao entrar, o visitante se depara com um corredor repleto de cadernetas que a população negra era obrigada a portar, por lei do Apartheid. Nestas cadernetas era informado a raça e etnia do cidadão, e assim limitando os lugares por onde a pessoa poderia circular.
Em uma exposição, há uma obra de arte, onde estão 131 cordas descendo do teto, semelhantes à forca, cada corda representando um prisioneiro político morto durante o Apartheid.
Para mostrar uma das muitas atrocidades ocorridas durante o Apartheid, o museu apresenta os detalhes da sessão da Comissão de Verdade e Reconciliação, onde há a confissão dos responsáveis pelo interrogatório sob tortura de Steve Biko, que levou a morte do militante da resistência.
Também há a apresentação das biografias de Neil Aggett e Andrew Zondo, militantes da resistência que foram mortos em prisões durante o Apartheid.
De dentro de um Casspir, veículo que foi utilizado para dispersar os motins, o visitante pode assistir um curta-metragem de uma das manifestações contra o Apartheid.
A exibição Mandela conta sobre a vida do líder sul-africano Nelson Mandela, que lutou contra o Apartheid.
Na saída do local das exposições, entregam uma cópia da Constituição de 1996, e sai em uma grande área descampada, para transmitir a sensação de liberdade, depois do país passar por tantos anos de sistema do Apartheid.

## Galeria de fotos

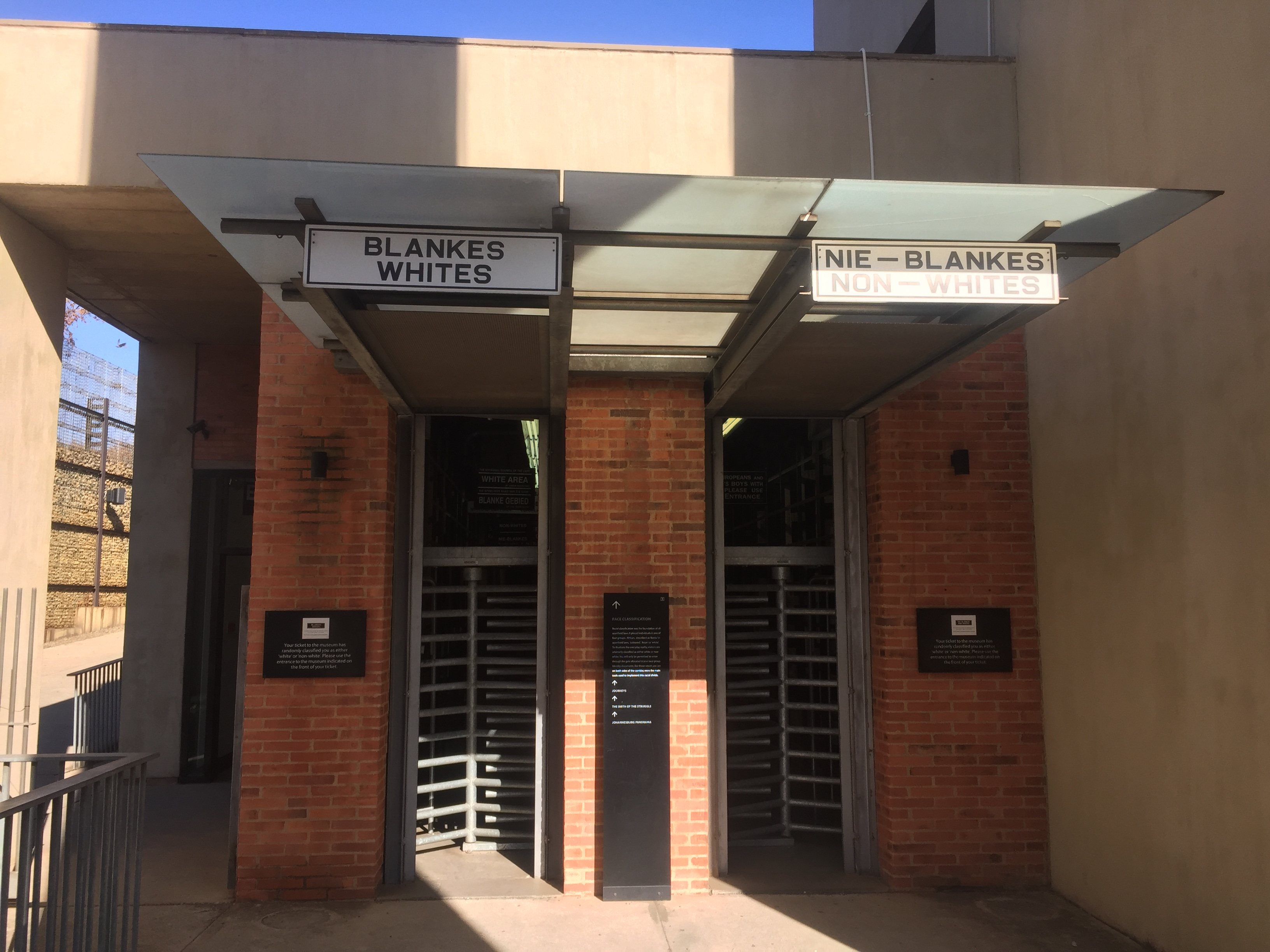
Entrada do museu
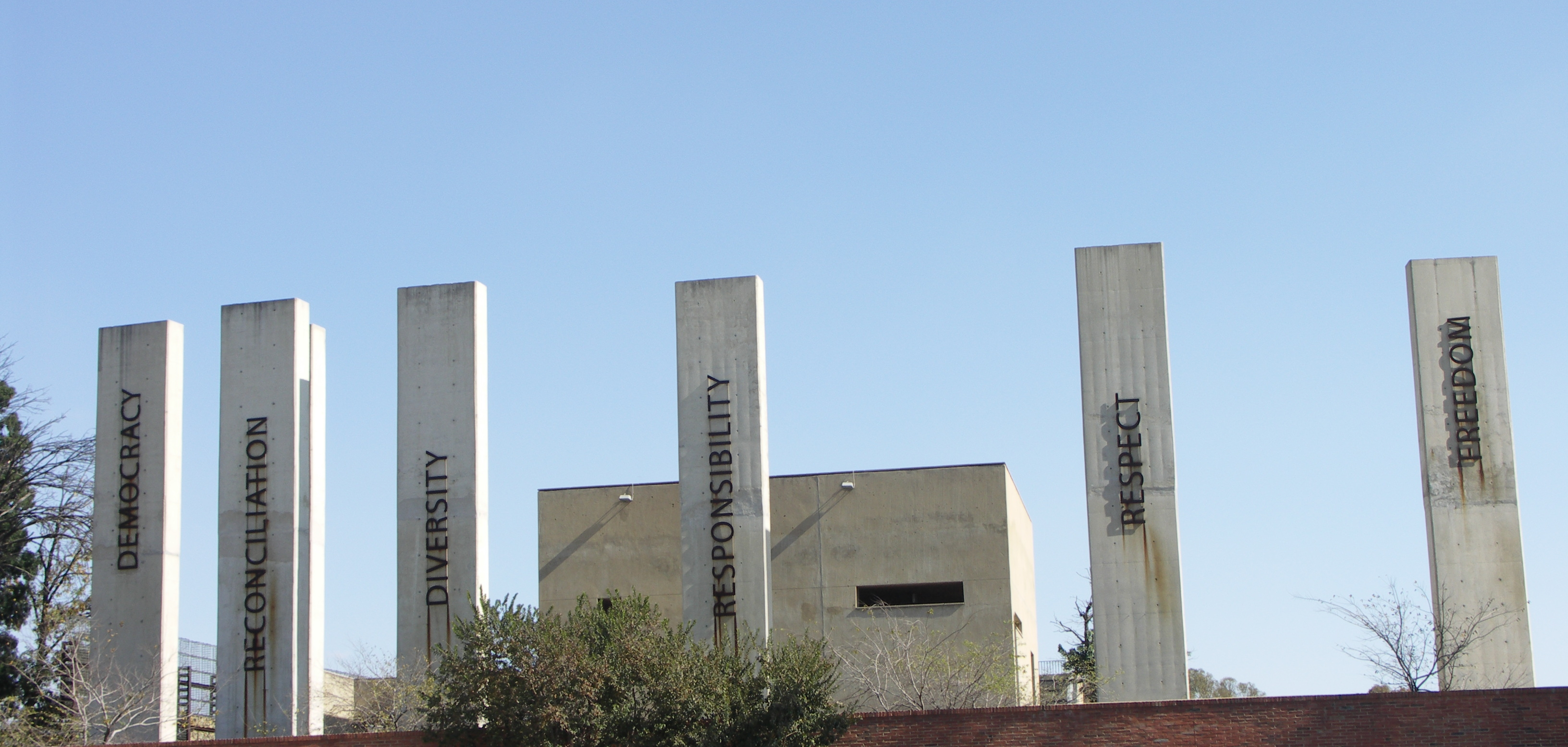
Pilares da Constituição Sul-Africana
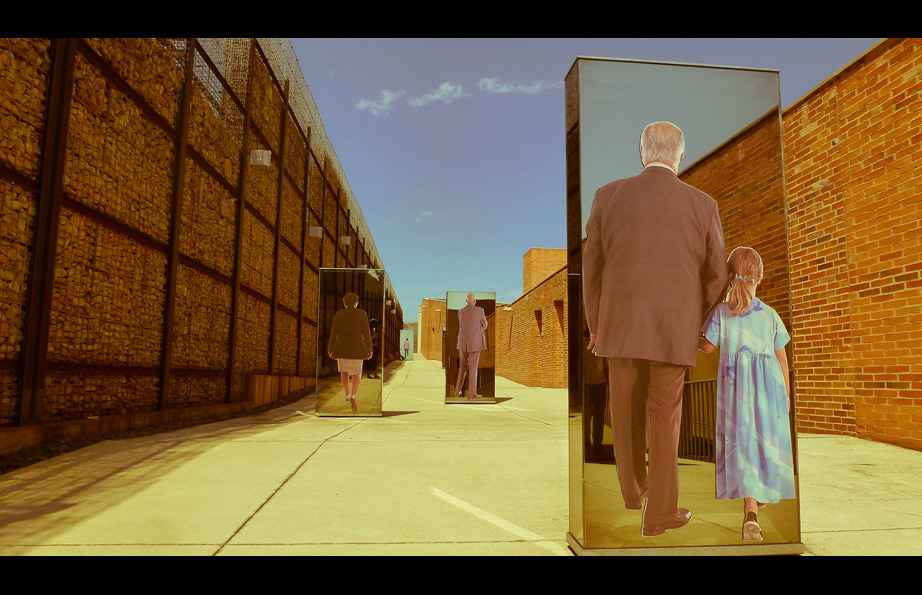
Exposição da diversidade de origens dos habitantes da África do Sul.
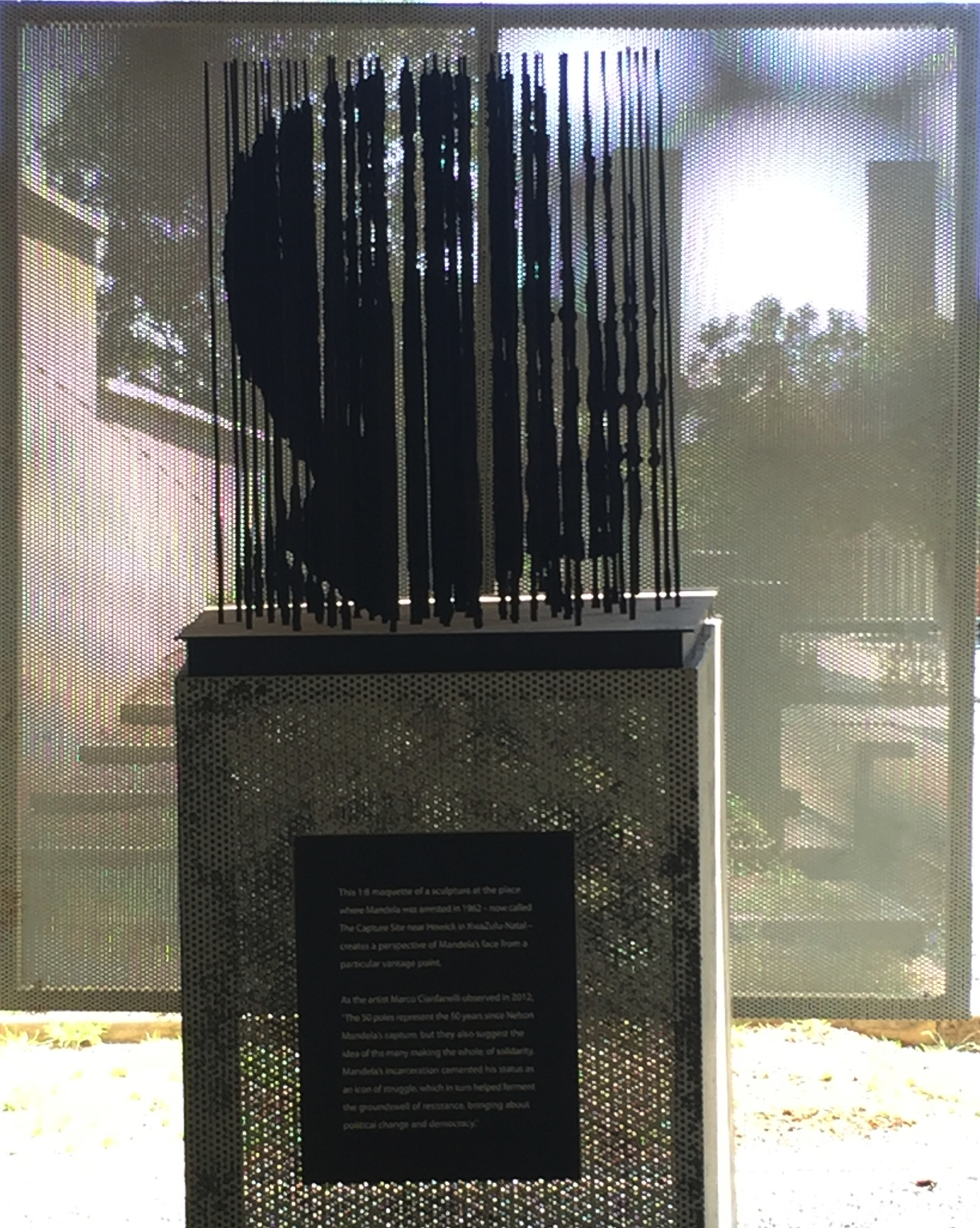
Obra de arte referente a Nelson Mandela.
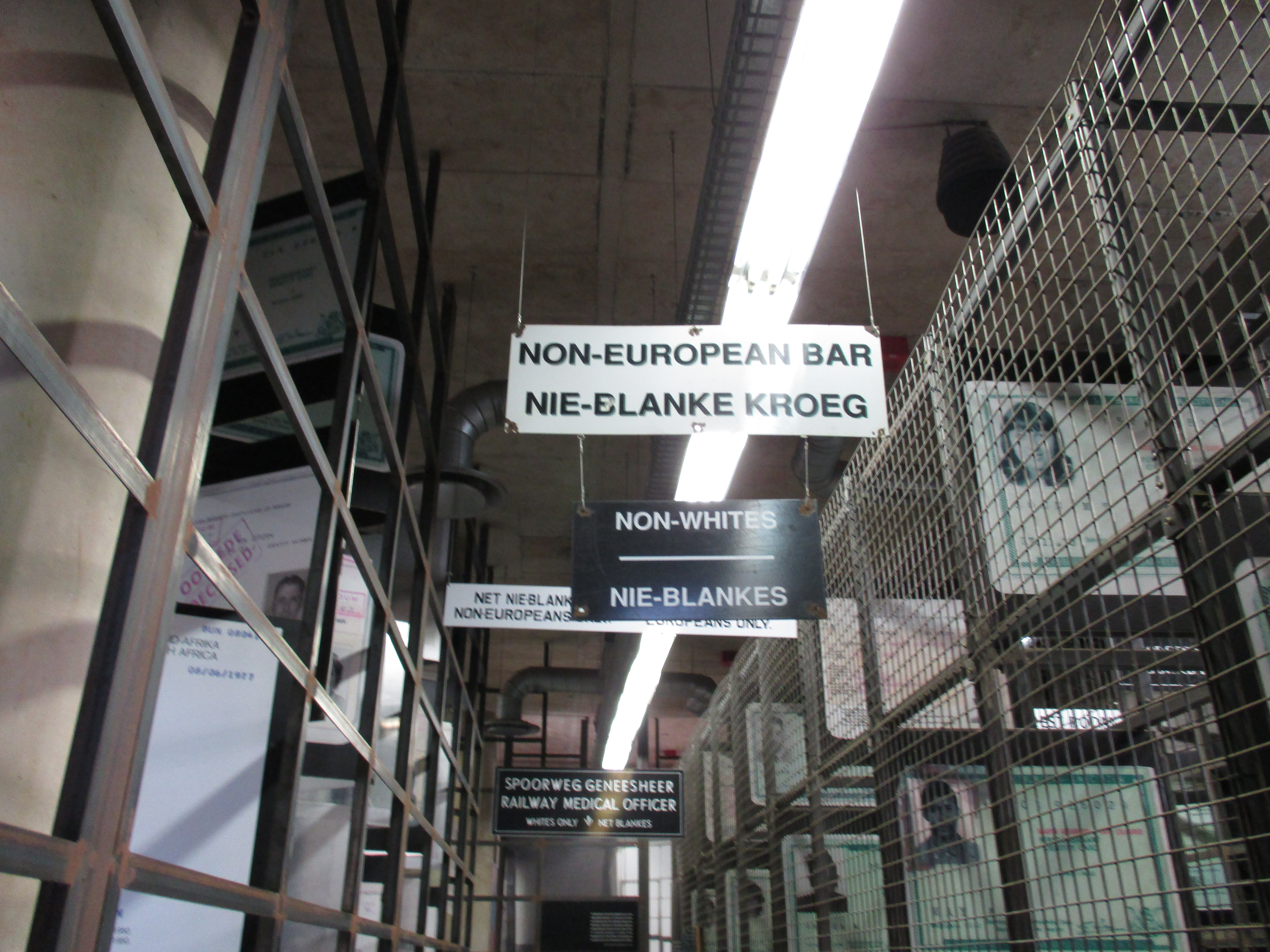
Corredor das cadernetas de identificação, com sinalizações segregacionistas.